# Girlandenbild

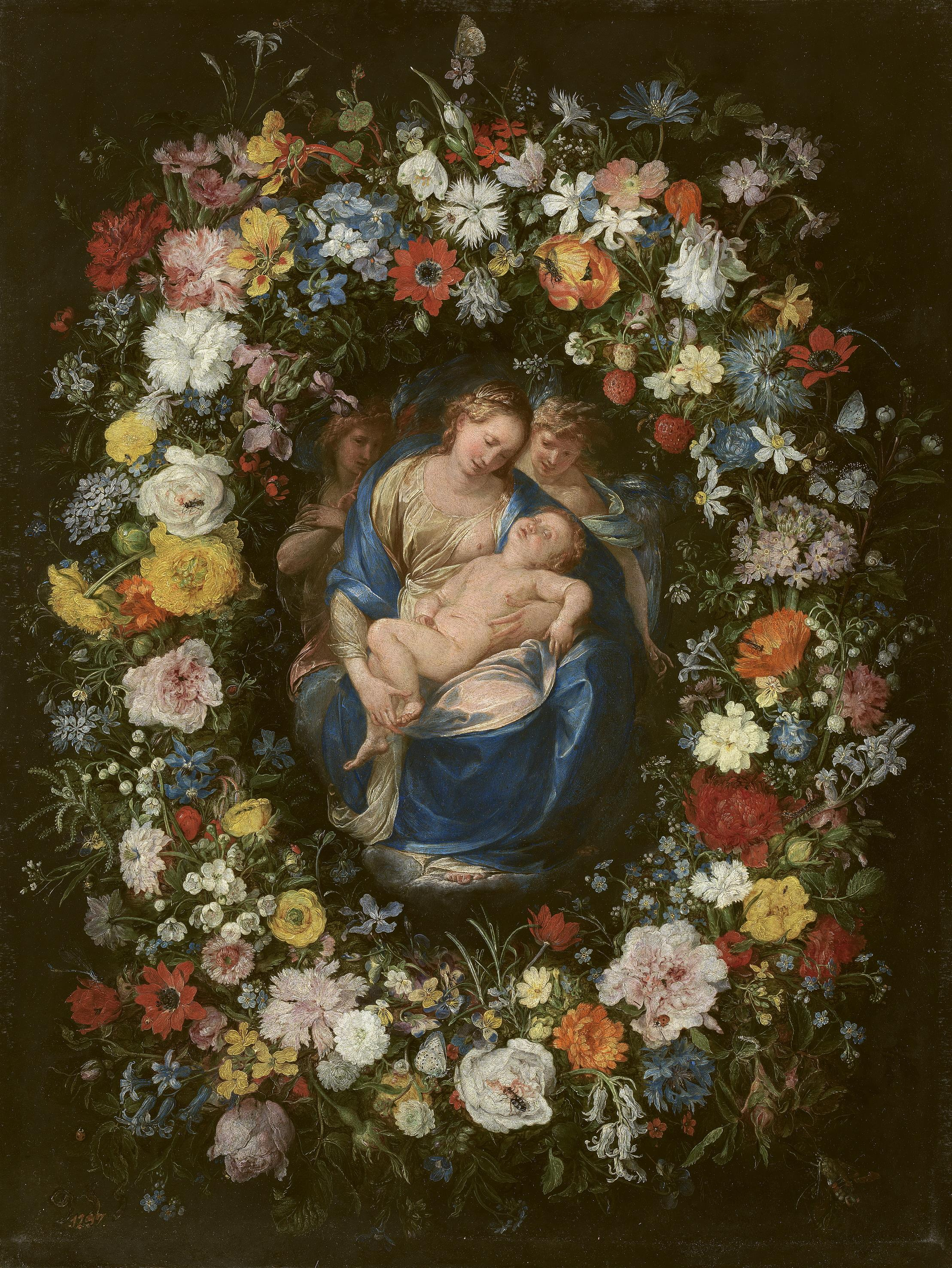
Jan Brueghel d. Ä. (Girlande) & Giulio Cesare Procaccini (Figuren): Madonna und Kind mit zwei Engeln in einem Blumenkranz, Öl auf Kupfer, 48 × 36 cm, Prado, Madrid

Das Girlandenbild (englisch: garland painting), manchmal kurz Girlande genannt, ist eine Gattung der Malerei, bei der ein zentrales Bild mit religiösen, mythologischen oder Porträtdarstellungen umgeben ist von stilllebenhaft fein ausgeführten Kränzen, Festons oder Girlanden aus Blumen und/oder Früchten – selten auch von anderen Objekten. Ausgangspunkt und wohl wichtigste Ausprägung dieses Genres war die sogenannte Girlandenmadonna oder Madonna im Blumenkranz. In den meisten Fällen wurden Girlandenbilder von zwei Künstlern gemalt, einem Stilllebenspezialisten und einem auf Historien oder Porträts spezialisierten Figurenmaler; zuweilen wirkten auch Landschaftsmaler mit. Der Höhepunkt dieser Gattung lag im Barock im 17. Jahrhundert mit Antwerpen als Zentrum.
Es gibt in der Kunst auch Girlandendarstellungen, die von der hier besprochenen Bildgattung abgegrenzt werden müssen, und zwar reine Stillleben von einfachen Festons ohne Mittelmotiv, sowie Bilder, in denen Girlanden auf andere Weise dekorativ verwendet werden, beispielsweise bei Wandfresken oder Deckengemälden.

## Vorbedingungen

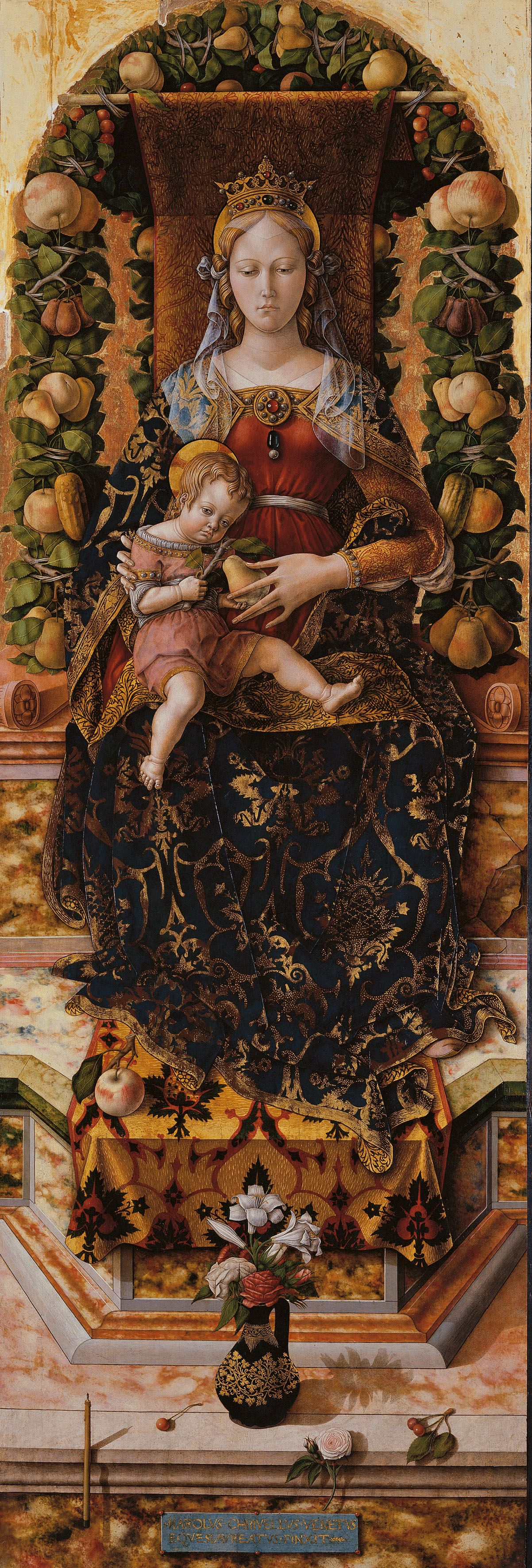
Carlo Crivelli: Madonna della Candeletta (Polyptychon von Camerino), 1490–92, Öl auf Holz, 218 × 75 cm, Pinacoteca di Brera, Mailand. Äpfel und Birnen deuten auf den Sündenfall, der durch Jesus überwunden wird, weiße Lilien (= Reinheit) und Rosen (= Liebe) in der Vase sind die prominentesten Marienblumen.

Bilder der Madonna mit dem Jesuskind, die zur Zierde und als Zeichen besonderer Verehrung mit Blumen oder einem Blumengebinde umgeben wurden, sind bereits mindestens seit dem 15. Jahrhundert bekannt. Als besonders bedeutende Vorbilder der späteren Girlandenmadonnen können die von Blumen- oder Früchtekränzen umgebenen glasierten Terracotta-Reliefs von Madonnen oder Heiligen aus der Werkstatt der della-Robbia-Familie gelten (Abb. unten). Auch italienische Renaissancemaler wie Carlo Crivelli oder Andrea Mantegna schmückten einige ihrer Madonnenbilder mit Festons oder Girlanden aus Früchten. In den Niederlanden wurden die Miniaturen von Stundenbüchern nicht selten mit einem Rahmendekor aus Blumen umgeben. Die dargestellten Blumen oder Früchte hatten normalerweise einen symbolischen Bezug zur zentralen Darstellung (siehe Abbildungen rechts und unten).
Im 16. Jahrhundert wurden im Zuge des immer beliebter werdenden Rosenkranzgebetes auch Darstellungen der Madonna im Rosenkranz als Kupferstich verbreitet.
Zu den direkten Voraussetzungen für die Entstehung des eigentlichen Girlandenbildes in Flandern gehörte jedoch einerseits der Aufschwung des naturkundlichen und botanischen Interesses im späten 16. Jahrhundert, das unter anderem zur Bildung neuer Gattungen wie des autonomen Blumenstilllebens und der Girlandenbilder führte. Andererseits gilt das Genre der Girlandenmadonna als eine Art von friedlicher Gegenbewegung als „Verteidigung des Wertes gemalter Bilder der Jungfrau, den die Reformation bestritten hatte“, in letzter Konsequenz durch die brutale Zerstörung religiöser Gemälde in Kirchen.
Als ein letzter humanistischer Anstoß für den Aufschwung der Blumenmalerei allgemein wie auch des Girlandenbildes um 1600 gilt die von Plinius dem Älteren in seiner Naturalis Historia erwähnte Geschichte des antiken Malers Pausias und seiner Geliebten Glykera, die Blumenkränze wand und erfunden haben soll; daraufhin soll Pausias in einer Art Wettstreit begonnen haben, die Blumen und Kränze Glykeras mit seiner Malerei nachzuahmen.

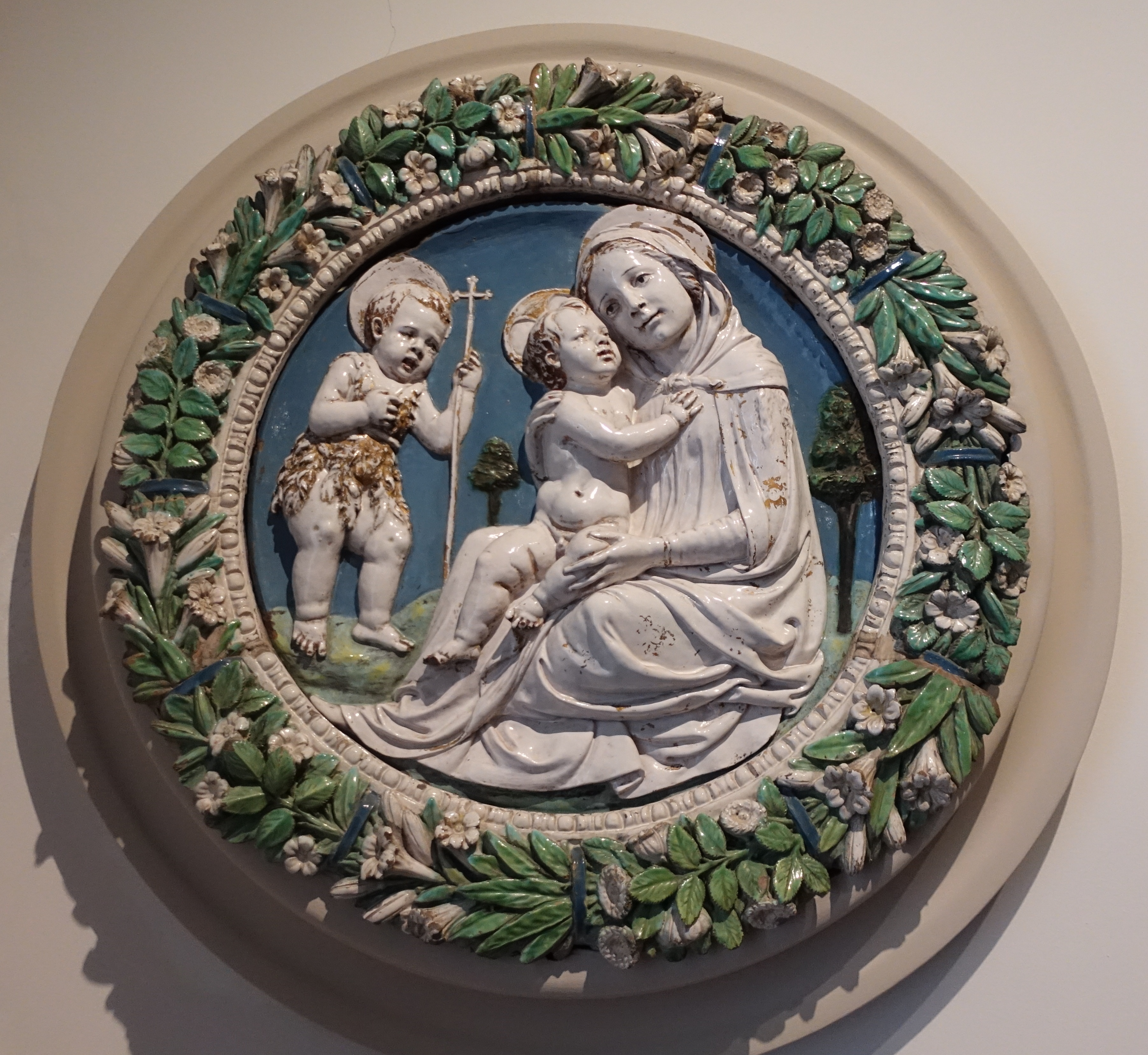
Andrea della Robbia & Werkstatt: Maria mit dem Jesuskind und Johannes d. Täufer in einem Blumenkranz, glasierte Terrakotta, heute: Museu dos Azolejos, Lissabon. Im Kranz sieht man auch hier die Marienblumen Lilien und Rosen.
Alexander Bening (?): Salvator Mundi in einem Dekor aus Streublumen, Stundenbuch von Isabella der Katholischen, ca. 1495–1500, Cleveland Museum of Art. Schwertlilien, Rosen, weiße Lilien, Akelei, Veilchen im Rahmendekor sind symbolisch mit Christus verbunden.
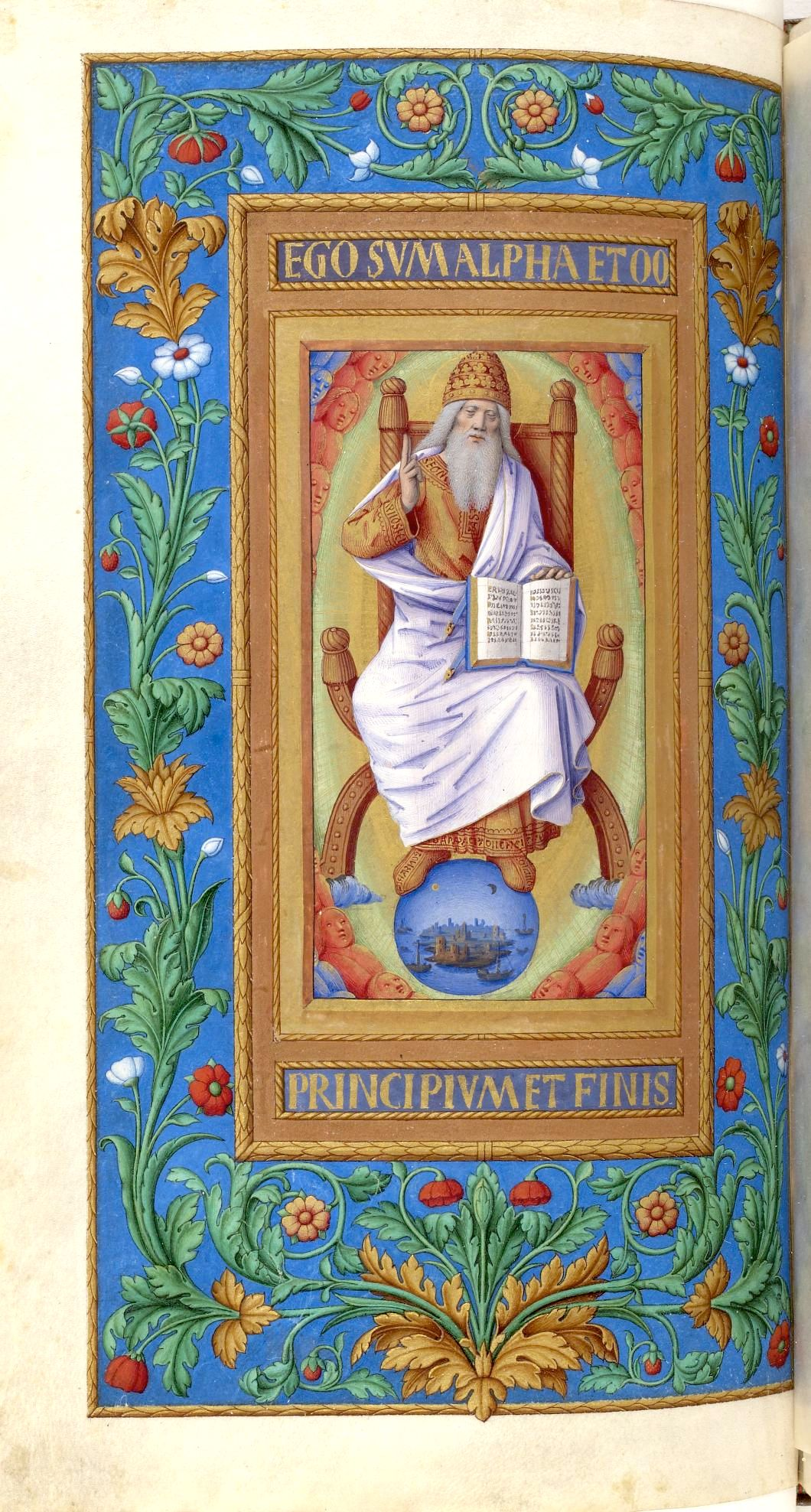
Jean Bourdichon und Giovanni Todeschino: Gottvater umrankt von einer Blumengirlande zum Text Ego Sum Alpha et Omega, Stundenbuch des Federico d’Aragona, 1501–1502, Bibliothèque nationale de France, Paris

## Die eigentlichen Girlandenbilder

### Erfindung der Madonna im Blumenkranz

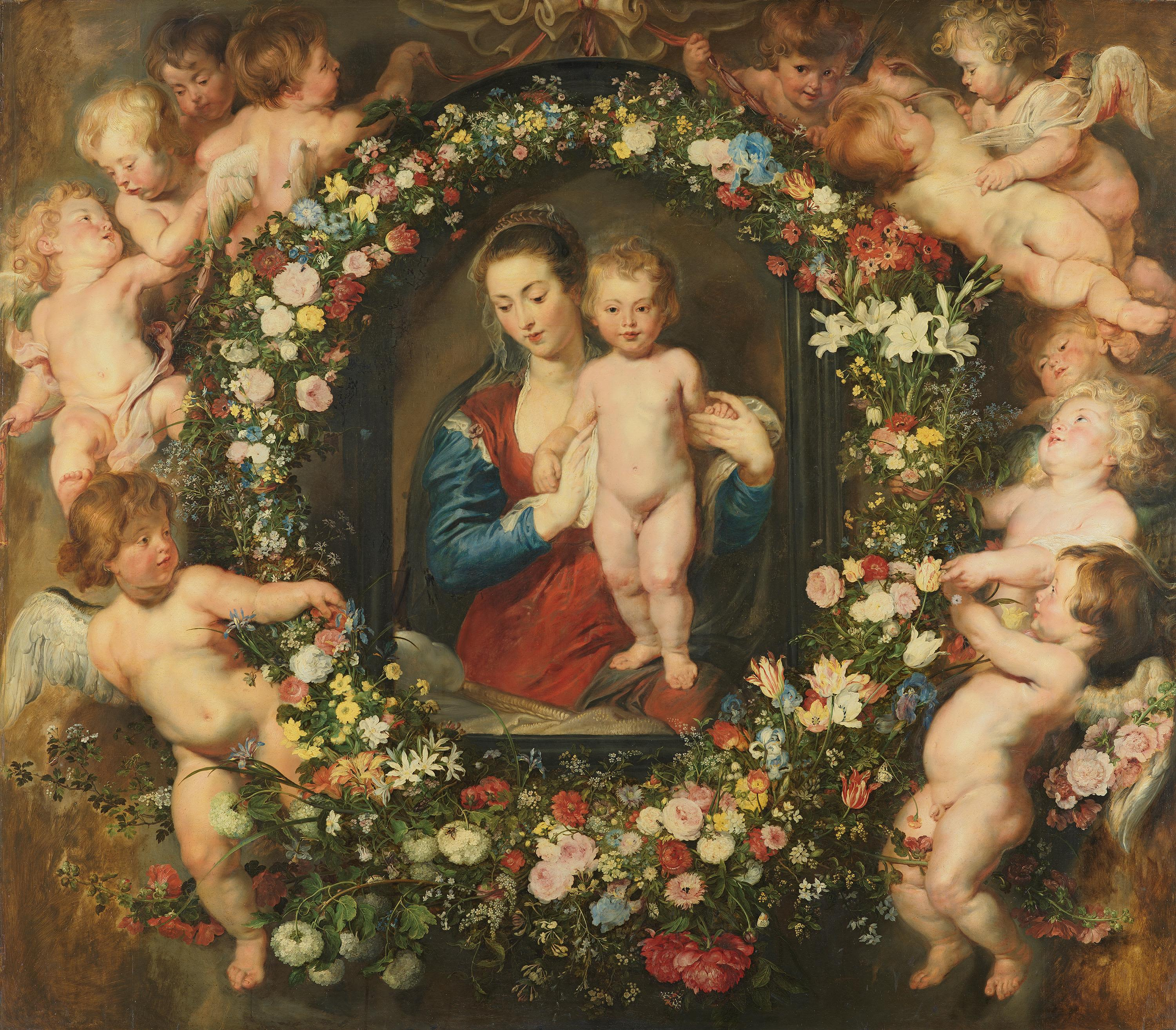
Jan Brueghel d. Ä. und Rubens: Madonna im Blumenkranz mit Engeln, ca. 1619, 185 × 210 cm, Alte Pinakothek, München. In den Kranz sind einige Marienblumen eingearbeitet, vor allem viele Rosen sowie rechts auch weiße Lilien. Ungewöhnlich sind hier die Engelchen, die den Kranz halten und dem Bild seinen besonderen Charme verleihen.

Als eigentlicher Erfinder der Girlandenmadonna oder Madonna im Blumenkranz gilt Jan Brueghel d. Ä., der sogenannte „Blumenbrueghel“, der allerdings auf Wunsch und Anregung seines italienischen Mäzens Kardinal Federico Borromeo zum ersten Mal 1607–8 einen minuziös ausgeführten Blumenkranz auf Kupfer malte, in den er eine von Hendrick van Balen ausgeführte kleine ovale Madonna in einer Landschaft einfügte, die auf Silber gemalt ist (heute in der Pinacoteca Ambrosiana, Mailand). Die beiden Maler arbeiteten also nicht auf demselben Bildträger; das Madonnenbild war ein echtes Einsatzbild, was in der Folge aufgegeben wurde, obwohl manchmal ein Bildrahmen um das eigentliche Madonnenbild fingiert wurde. Auch der fingierte Rahmen wurde später teilweise aufgegeben, so dass das Bild im Kranz dann vollends wie eine Vision wirkt.
Anders als bei den früheren von Blumen umgebenen Darstellungen von Madonnen spielt die Blumen- oder Fruchtgirlande im Girlandenbild keineswegs eine untergeordnete, rein dekorative – wenn auch symbolisch teilweise begründbare – Rolle, sondern ist optisch, ästhetisch und künstlerisch mindestens gleichwertig, häufig sogar besonders auffällig. Dies spiegelte sich nicht selten auch in dem unweit höheren Preis wider, den der Stilllebenmaler oft im Vergleich zum Figurenmaler bekam, so erhielt z. B. Jan Brueghel für seine obenerwähnte erste Girlande von Borromeo 330 „Philippi“, aber van Balen für die eingefügte Madonna nur 12.
Obwohl die Schönheit und perfekte Darstellung der Blumen (oder Früchte) oberflächlich verstanden als vom Eigentlichen ablenkend empfunden werden könnten, sahen Federico Borromeo und andere geistliche Autoren darin eher das Gegenteil: Laut Borromeo spiegelte sich in den verschiedenen Blumen „die Güte Gottes“, und ein modernerer Autor, Benediktinerpater G. Lechner, meinte, durch die kontemplative Betrachtung und Freude an den Blumen, die er „Erscheinungsformen der Puchritudo spiritualis, das himmlische Unveränderliche“ nannte, werde der Mensch „zur Erkenntnis des höchsten Wesens“ und „zu meditativ-adorierender Betrachtung“ des Mittelmotivs angeregt. Da der gemalte Blumen- oder Früchtekranz oder die Girlande „für den Betrachter nahezu greifbar“ erscheint, wirkt er vermittelnd zwischen der überirdischen Sphäre der Heiligen und der Realität des Betrachters.
Zu den Mitarbeitern bei Jan Brueghels Girlandenbildern gehörte außer van Balen und Giulio Cesare Procaccini auch Peter Paul Rubens, und dem künstlerischen Gespann Brueghel-Rubens sind einige besonders bedeutende, berühmte und einfallsreiche Girlandenmadonnen zu verdanken, wahre Meisterwerke, die sich heute in der Alten Pinakothek München, dem Louvre und im Prado befinden. Bei der Girlandenmadonna in München wird der Blumenkranz von Engelsputti gehalten, wodurch sich allerdings der Anteil von Rubens an der Gesamtkomposition optisch stärker in den Vordergrund drängt und der Brueghel-Kranz etwas an Bedeutung einbüßt (Abb. oben rechts).

### Weitere Entwicklung und andere geistliche Girlandenbilder

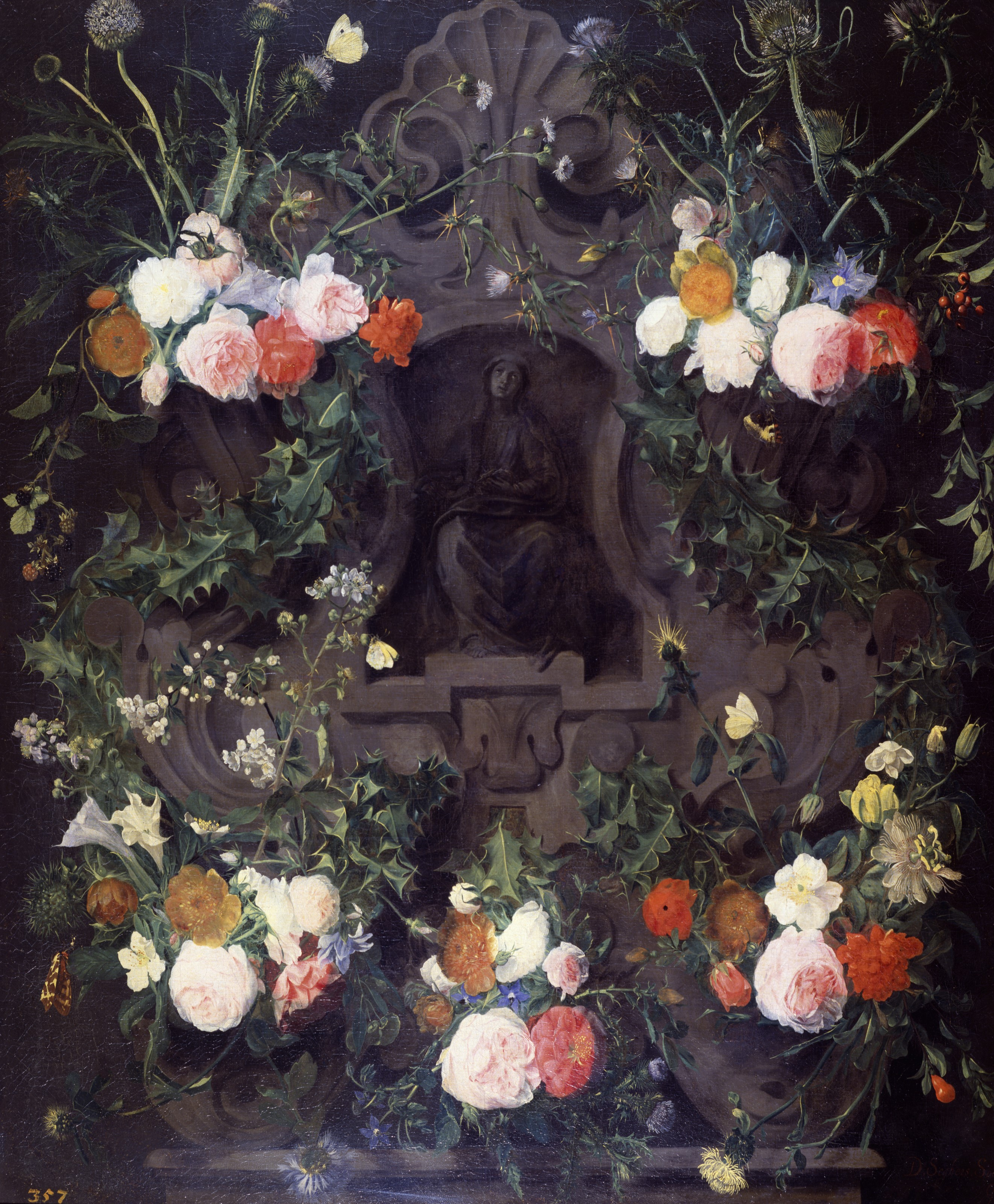
Daniel Seghers: Statue der Mater dolorosa in einer mit Blumen geschmückten steinernen Kartusche, um 1650, Öl auf Leinwand, 114,3 × 95,3 cm, Museum of Fine Arts, Houston. Hier sind typische Symbolblumen Marias, wie vor allem die verschiedenen Rosen, gemischt mit Pflanzen, die auf die Passion Christi und das Leid seiner Mutter hindeuten: Die Madonna hält die Dornenkrone auf ihrem Schoß und die Girlande ist übersät mit stacheligen Pflanzen wie Mariendisteln und Christusdorn, rechts unten auch eine Passionsblume. Einige Kohlweißlinge machen Hoffnung auf die Auferstehung.

Die Girlandenmadonna wurde in der Folge ein ausgesprochen beliebtes Sujet der flämischen Malerei, wobei nicht nur Madonnen im Blumenkranz, sondern auch mit Früchten dargestellt wurden. Zur Abwechslung konnte die Madonna nicht nur in einem Kranz dargestellt werden, sondern tatsächlich in einer feston-förmigen Girlande, die beispielsweise von Engeln gehalten wurde. Als weitere Entwicklung konnte die Girlande auch direkt mit einer Landschaft verbunden und sogar in ihr eingebettet werden, wie man es in einer von Jan Brueghel d. Ä. und Pieter van Avont geschaffenen Heiligen Familie in einer Landschaft mit Blumen- und Früchtegirlande in der Alten Pinakothek München sehen kann (Abb. in Galerie unten). In diesem Bild hat die Girlande außerdem die Form eines großen „M“, der Initiale Marias – daher wird dieser Bildtypus auch als „Initialgirlande“ bezeichnet.
Später, durch den Einfluss des malenden Jesuiten Daniel Seghers, einem auf Girlandenbilder geradezu spezialisierten Schüler von Jan Brueghel, wurde es modern, mehrere Festons von Blumen oder Früchten um ein von einer steinernen Kartusche gerahmtes Bild zu gruppieren. Das Mittelfeld konnte dabei eine in Grisaille-Technik gemalte Marienstatue oder ein Madonnenrelief sein, wodurch der farbige Blumen- oder Früchterahmen optisch noch mehr in den Vordergrund rückt. Die Themen des Mittelfeldes wurden auch sonst ausgeweitet, auf Darstellungen des auferstehenden oder gegeißelten Jesus oder verschiedener katholischer Heiliger oder, wie auf einem 1648 entstandenen Bild Jan Davidsz. de Heems, sogar auf Messkelch und Hostie (Kunsthistorisches Museum, Wien).
Der Gegensatz zwischen der wie eine Vision wirkenden religiösen Szene und vor allem den realistisch, geradezu botanisch gemalten Blumen konnte auf der geistigen Ebene durch eine immanente Blumen- oder Früchtesymbolik überbrückt werden: So sind beispielsweise Rosen oder Lilien ebenso wie andere Blumen typische Marienblumen, Weintrauben erinnern ans Abendmahl, Kirschen symbolisieren den (bevorstehenden) Opfertod Jesu. Seltener wurden die damals sehr rare Passionsblume, Mariendisteln und Christusdorn als Anspielungen auf Passion Jesu oder Leid Mariens verwendet, wie beispielsweise von Daniel Seghers in seiner oben rechts abgebildeten Mater dolorosa in einer mit Blumen geschmückten steinernen Kartusche (um 1650, Museum of Fine Arts, Houston). Auch Tiere konnten die Girlanden beleben, wobei beispielsweise ein Distelfink ein typisches Symboltier Jesu ist und ein Schmetterling für Tod und Auferstehung stehen kann. Christliche Darstellungen in einem Früchtedekor erinnern etwas an einen Erntedank-Altar. Allerdings kann meistens nicht jeder einzelnen Blume, Frucht oder jedem Tier eine eigene Symbolik zugeordnet werden, stattdessen schwingt schon bei Jan Brueghels extrem artenreichen Girlanden auch eine allgemeine Symbolik im Sinne der gesamten Schöpfung Gottes mit. Als übergeordnete Idee spielt außerdem die Gleichsetzung Marias (und Jesu) mit der „flos campi“ (der „Blume vom Felde“) aus dem biblischen Hohenlied (2,1) eine Rolle, wie dies beispielsweise durch eine Inschrift in einer Girlande von Nicolaes van Verendael (im Prado, Madrid) ganz konkret belegbar ist (siehe Abb. unten in Galerie). 

Geistliche Girlanden
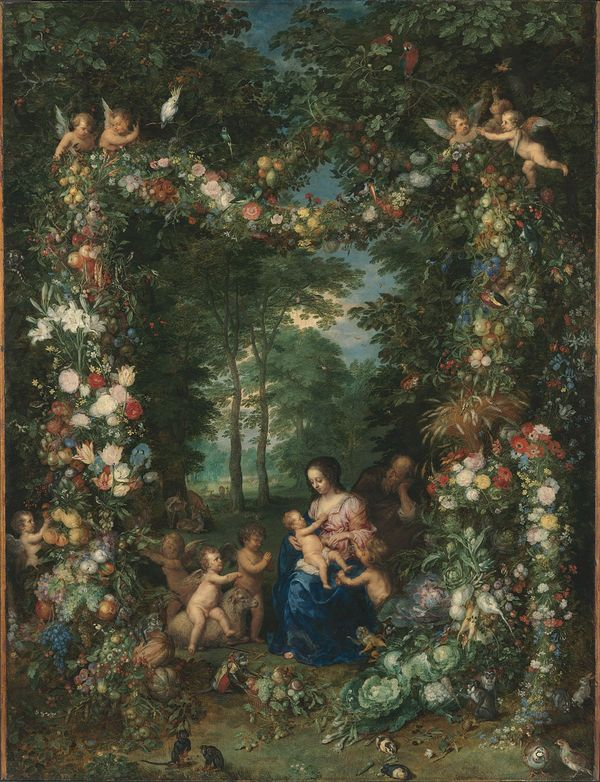
Jan Brueghel d. Ä. & Pieter van Avont: Heilige Familie in einer Landschaft mit Blumen- und Früchtegirlande, ca. 1620–23, Öl auf Eichenholz, 93,5 × 72 cm, Alte Pinakothek, München
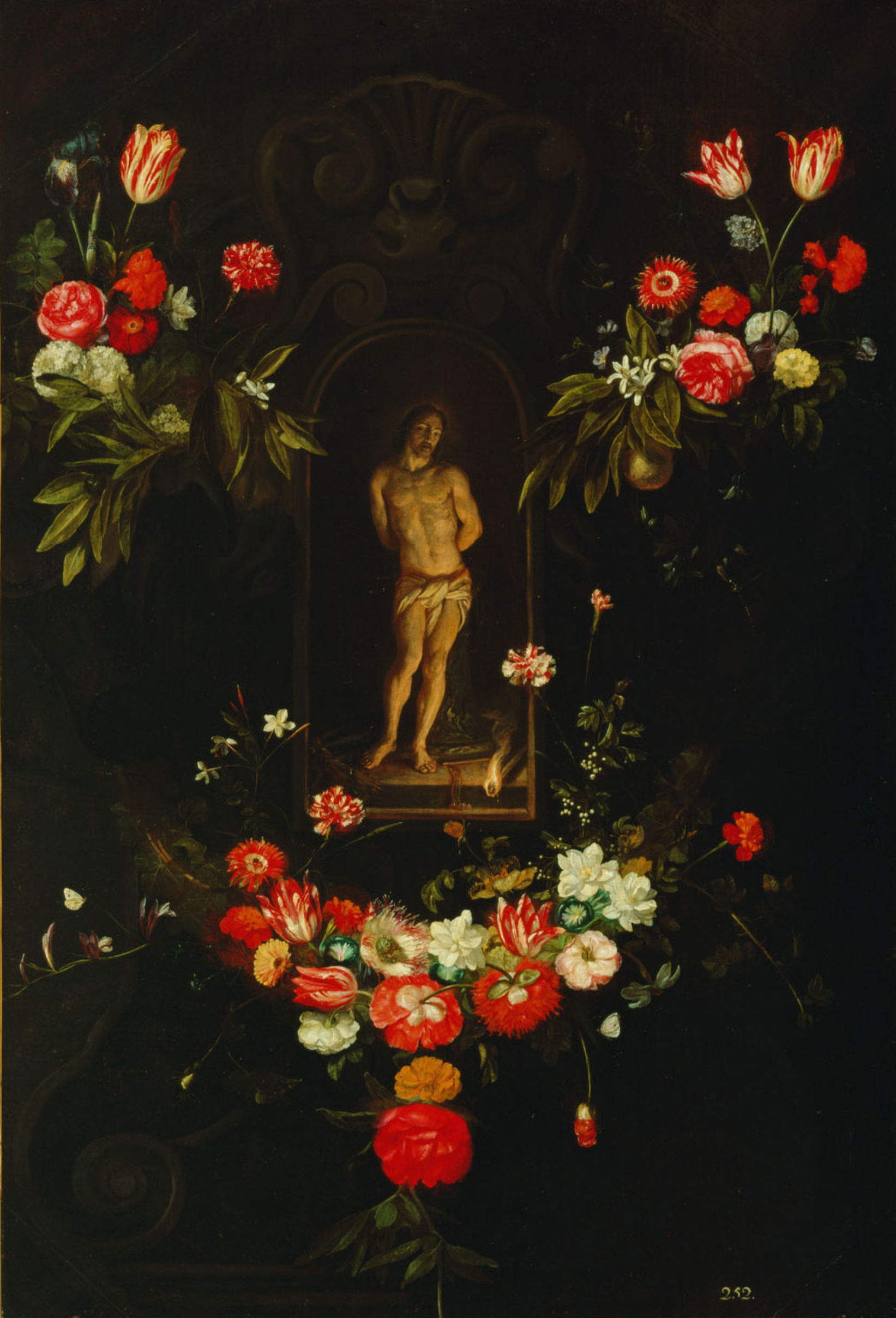
Frans Ykens und Jan van den Hoecke: Christus an der Geißelsäule, in Blumenkartusche, um 1650, Öl auf Leinwand, 156 × 106 cm, Kunsthistorisches Museum, Wien
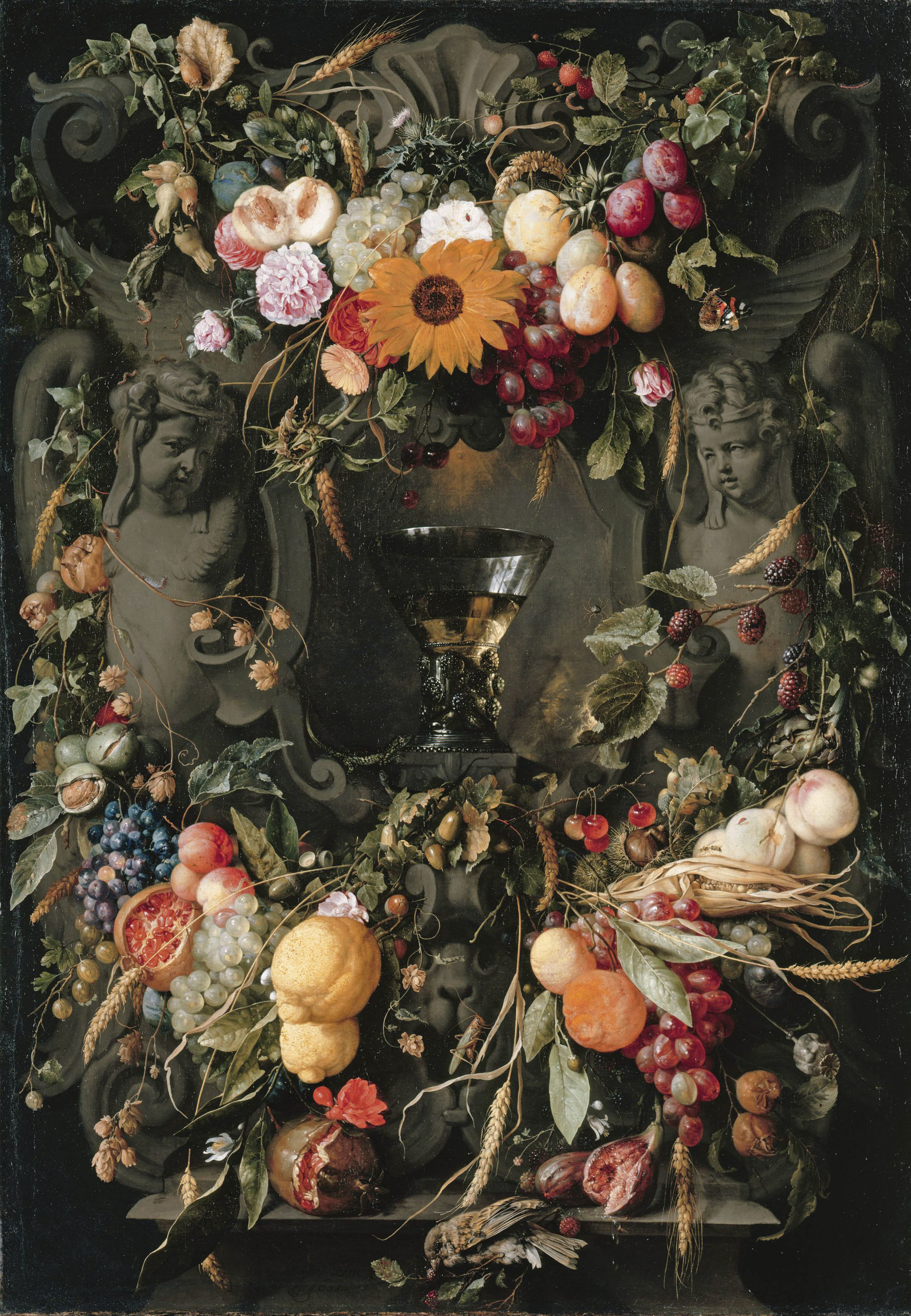
Jan Davidsz. de Heem: Früchte- und Blumenkartusche mit Weinglas (= Abendmahlskelch ?), 1651, Öl auf Leinwand, 122,5 × 86,5 cm, Gemäldegalerie, Berlin
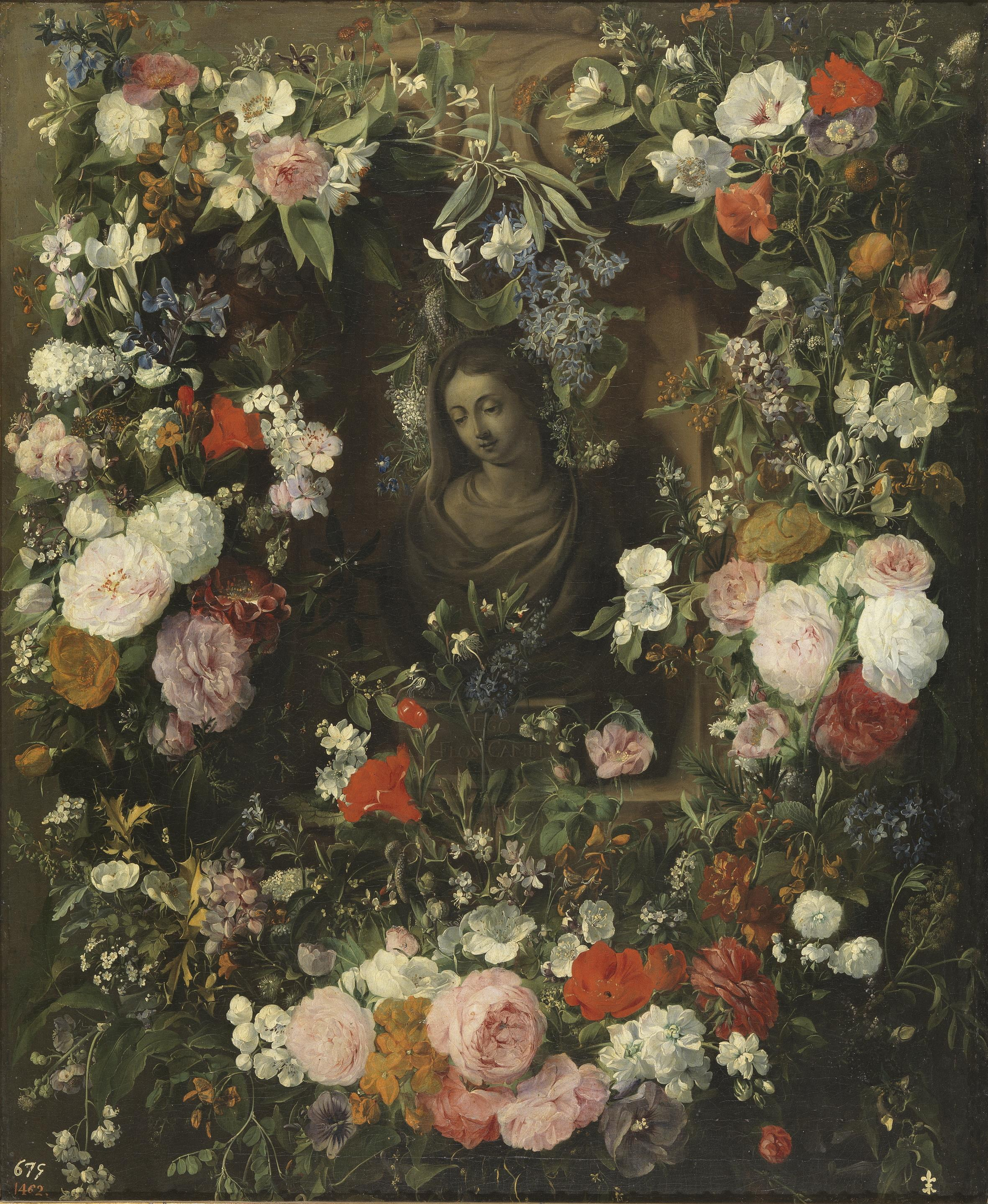
Nicolaes van Verendael: Blumengirlande mit einer Büste der Jungfrau Maria, ca. 1670–90, Öl auf Leinwand, 81 × 65 cm, Prado, Madrid. Die Inschrift unter der Büste Ego flos campi, setzt Maria mit der „Rose von Scharon“ gleich.

### Profane Girlanden

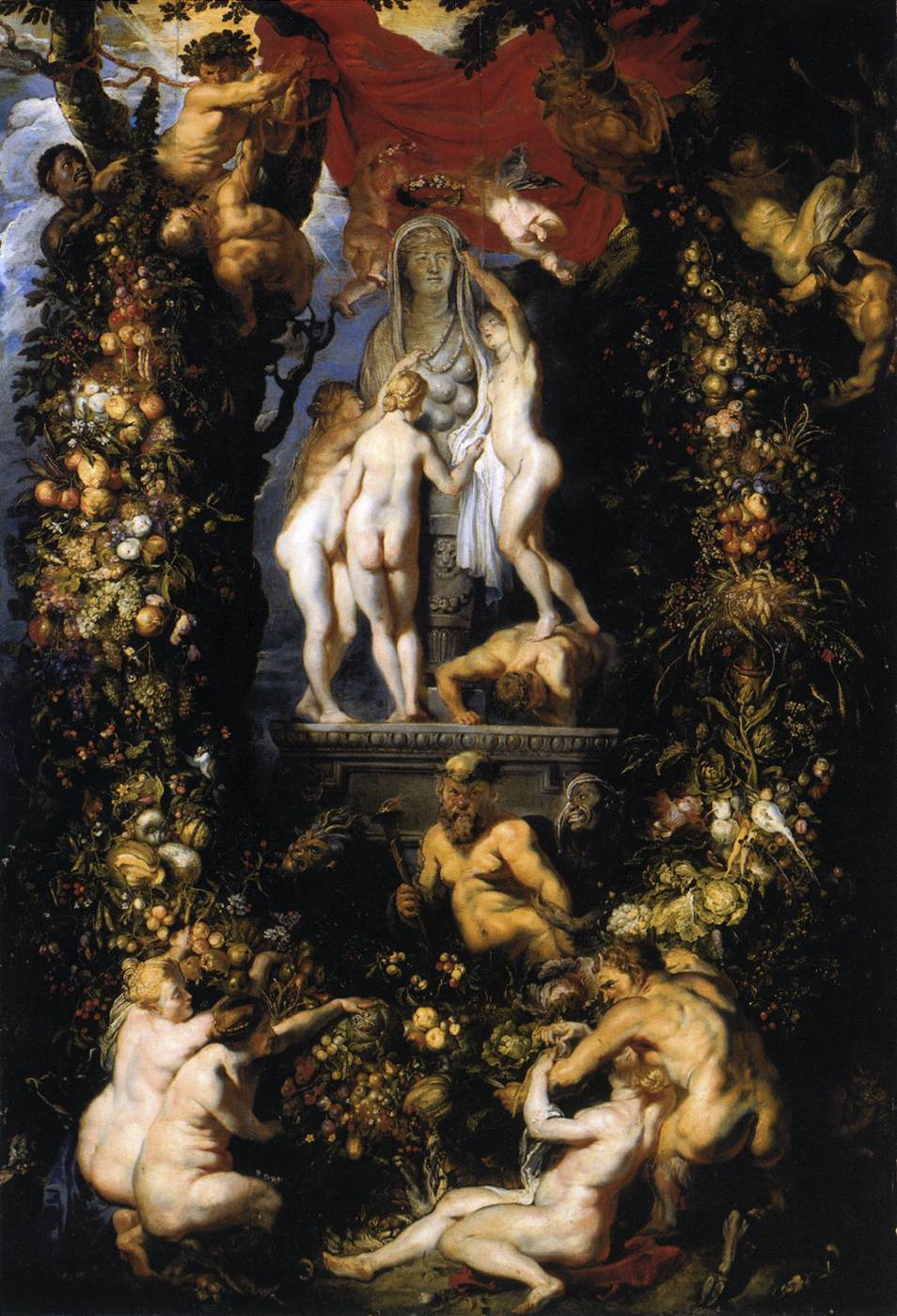
Jan Brueghel d. Ä. & Rubens: Natura geschmückt von den drei Grazien und ihrem Gefolge, ca. 1612–13, Öl auf Leinwand, 106,7 × 72,4 cm, Kelvingrove Art Gallery and Museum, Glasgow

Girlandenbilder wurden bereits von Jan Brueghel d. Ä. mit profanen, zunächst mythologischen Themen verbunden, wie ein Altar der Natura, von den Grazien geschmückt (ca. 1612–13, Kelvingrove Art Gallery and Museum, Glasgow), den er mit Rubens malte, oder eine Fruchtgirlande mit der Göttin Cybele (ca. 1618, Mauritshuis, Den Haag), die zusammen mit Hendrick van Balen entstand. Auffällig ist dabei zunächst immer noch ein „adorierender“ Charakter der Darstellung, wenn auch nicht mehr im christlichen Sinne, sondern im antikisierenden Gewand. Formal fällt bei diesen Bildern auf, dass die Girlande, wie in der obenerwähnten Landschaft mit Maria und Jesus von Brueghel und Pieter van Avont, in den Bildraum integriert ist und nicht mehr wie ein aufgesetzter Rahmen wirkt und dass sie von Figuren – Nymphen oder Priesterinnen (?) – gehalten oder drapiert wird.
In einem weiteren Entwicklungsschritt wurde in den Kranz oder die Girlande ein Porträt hineingemalt – auch dies ist sicherlich als eine besonders wertschätzende und liebevolle, zuweilen auch leicht humorvolle Variante eines Porträts anzusehen. Ein interessantes Beispiel ist eine um 1670 von Jan Davidzs. de Heem geschaffene Blumen- und Früchtekartusche mit Porträt des Prinzen Wilhelm III. von Oranien im Musée des Beaux-Arts in Lyon, wo der Künstler auch zwei Adler und einen Löwen als herrschaftliche Symboltiere sowie zwei Füllhörner als Symbol für Reichtum und Wohlstand eingearbeitet hat, außerdem Anspielungen an das Haus Oranien in Form von Orangen, Pomeranzen und anderen orangefarbenen Blüten und Früchten (Abb. in Galerie unten). Einen besonders witzigen Einfall hatte der italienisch-flämische Künstler Nicola van Houbraken, der aus einer Blumengirlande ein männliches Gesicht (ein Selbstbildnis ?) durch einen scheinbaren Riss in der Leinwand blicken lässt.
Ein seltener Einzelfall ist ein Gemälde mit einer Allegorie Europas (?) (in Privatbesitz), das um 1665 von Jan van Kessel d. Ä und Erasmus Quellinus gemalt wurde und bei dem eine in Grisailletechnik ausgeführte weibliche Büste mit Kaiserkrone, die vielleicht Europa darstellen soll, von einem Feston aus Bändern, Efeu, Rosen und Palmwedeln umgeben ist, in das zahlreiche Musikinstrumente und wissenschaftliche Geräte sowie unter anderem auch die Papsttiara, ein Messkelch, ein Ritterhelm, eine Sanduhr sowie ein Kruzifix – also Symbole von Herrschaft und Vergänglichkeit – eingefügt sind; das besagte Gemälde ist als Vanitasallegorie anzusehen.

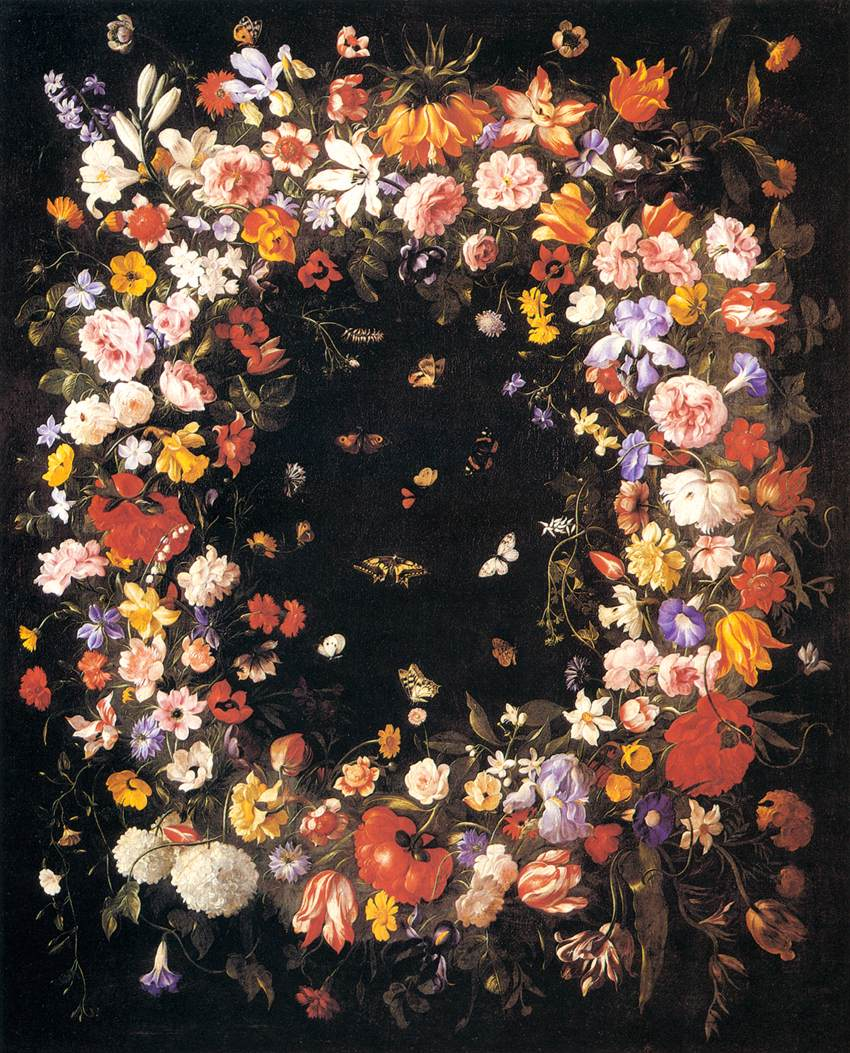
Pier Francesco Cittadini: Blumenkranz mit Schmetterlingen, 1640–1681, Pinacoteca Nazionale, Bologna

Die Gattung selber war so beliebt, dass die Stilllebenmaler irgendwann auf Vorrat Girlandenbilder malten und die Mitte freiließen. Eine Reihe solch unvollendeter oder „leerer“ Gemälde sind erhalten, u. a. von Daniel Seghers. Dies konnte dann für einen Kunden von einem gewünschten Historien- oder Porträtmaler mit einer beliebigen Szene ausgefüllt werden. In einem solchen Fall kann natürlich keine Rede davon sein, dass Mittelbild und Girlande bewusst symbolisch aufeinander abgestimmt wurden, was allerdings nicht ausschließt, dass die Wahl des Mittelmotivs von vornherein auf die bereits bestehende Girlande abgestimmt wurde, oder dass bei der Breite der Blumensymbolik, z. B. von Rosen, nicht auch zufällig ein passender Zusammenhang entstehen konnte.
Daneben sind einige „mysteriöse“ Girlandenbilder erhalten, die ganz offensichtlich nie für eine Figurenkomposition im Zentrum bestimmt waren, beispielsweise ein Blumenkranz von Pier Francesco Cittadini, wo im dunklen Mittelfeld nur einige Schmetterlinge zu sehen sind (Pinacoteca Nazionale di Bologna; siehe Abb. unten in Galerie). Falls es sich dabei nicht um rein botanische Darstellungen handelt, ist es durchaus möglich, dass auch darin ein symbolischer, vielleicht sogar religiöser Hintersinn verborgen liegt, eventuell ein Hinweis auf die Unsichtbarkeit Gottes oder im Sinne von Tod und Auferstehung – das ist jedoch nicht geklärt.

Profane Girladen
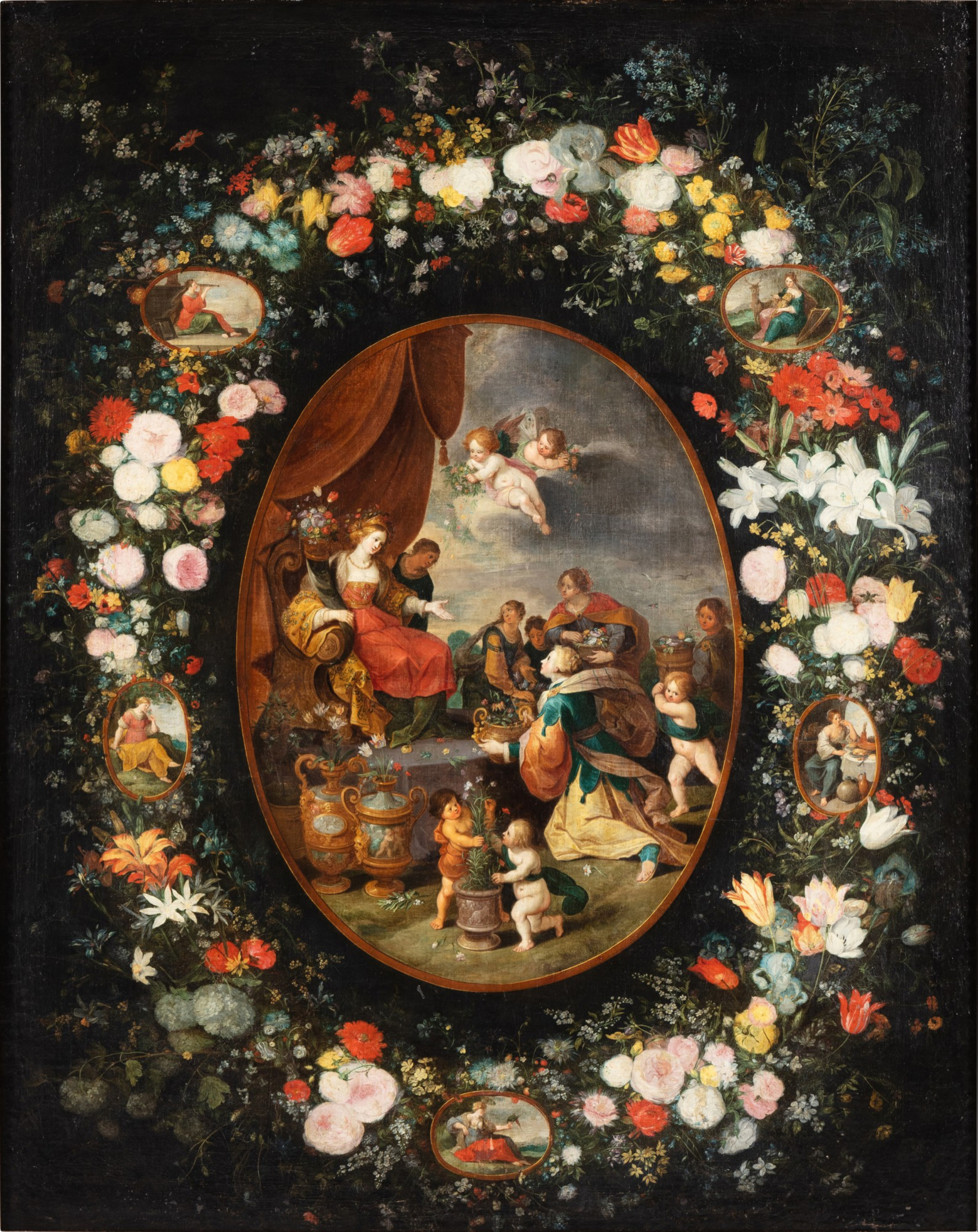
Jan Brueghel d. J. (?) & Frans Francken d. J. (?): Triumph der Flora mit Blumengirlande und Allegorien der fünf Sinne, 1620–1630, Öl auf Leinwand, 171 × 137,4 cm, in Auktion bei Sotheby’s Paris, 14. Juni 2022, Lot 45
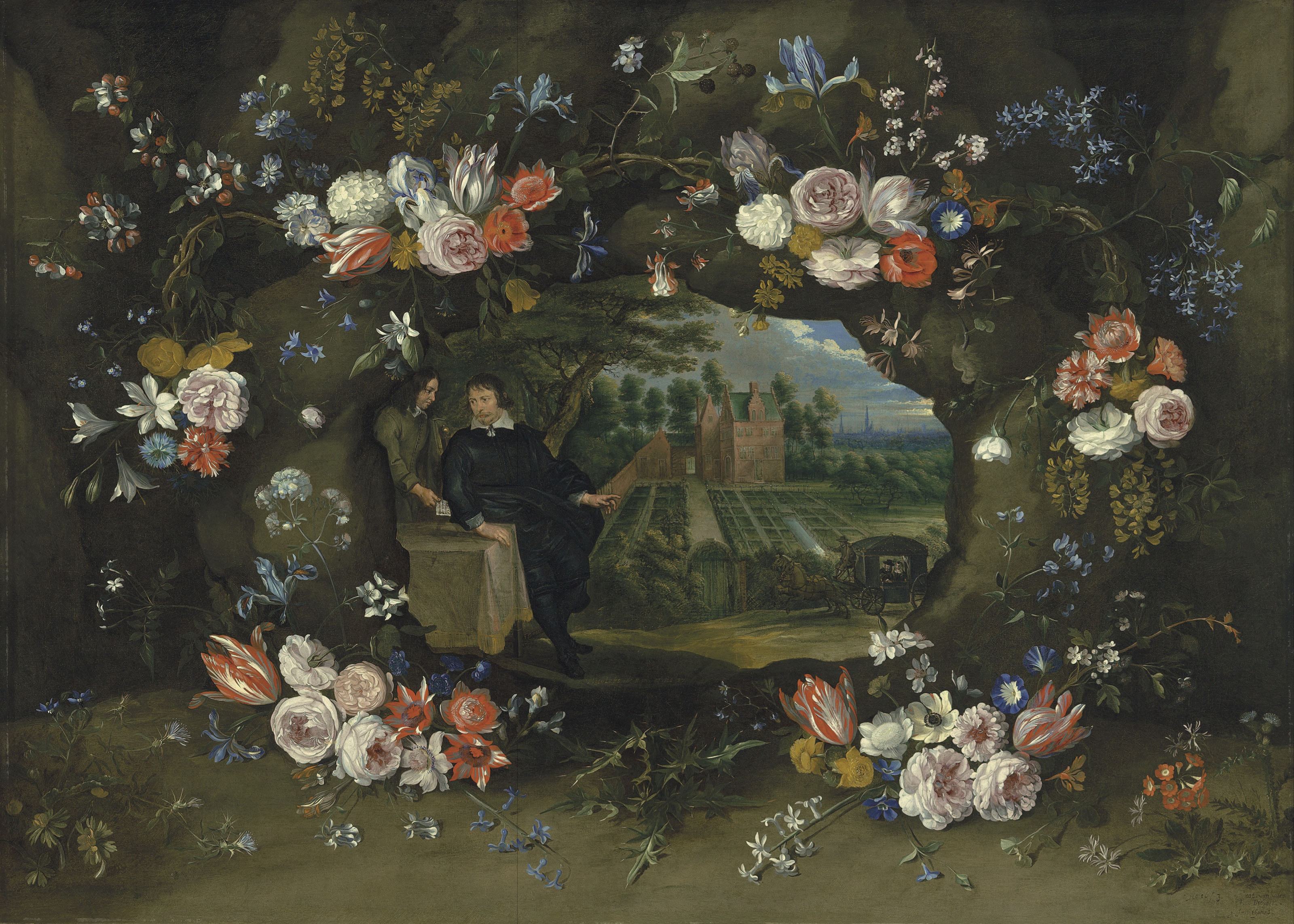
Jan Brueghel d. J., Lucas van Uden, Jan Thomas d’Ypres: Girlanden-Porträt von Nicolaas de Man auf seinem Landgut bei Antwerpen, 1653, Öl auf Leinwand, 105,8 × 147,8 cm, Privatsammlung (?)
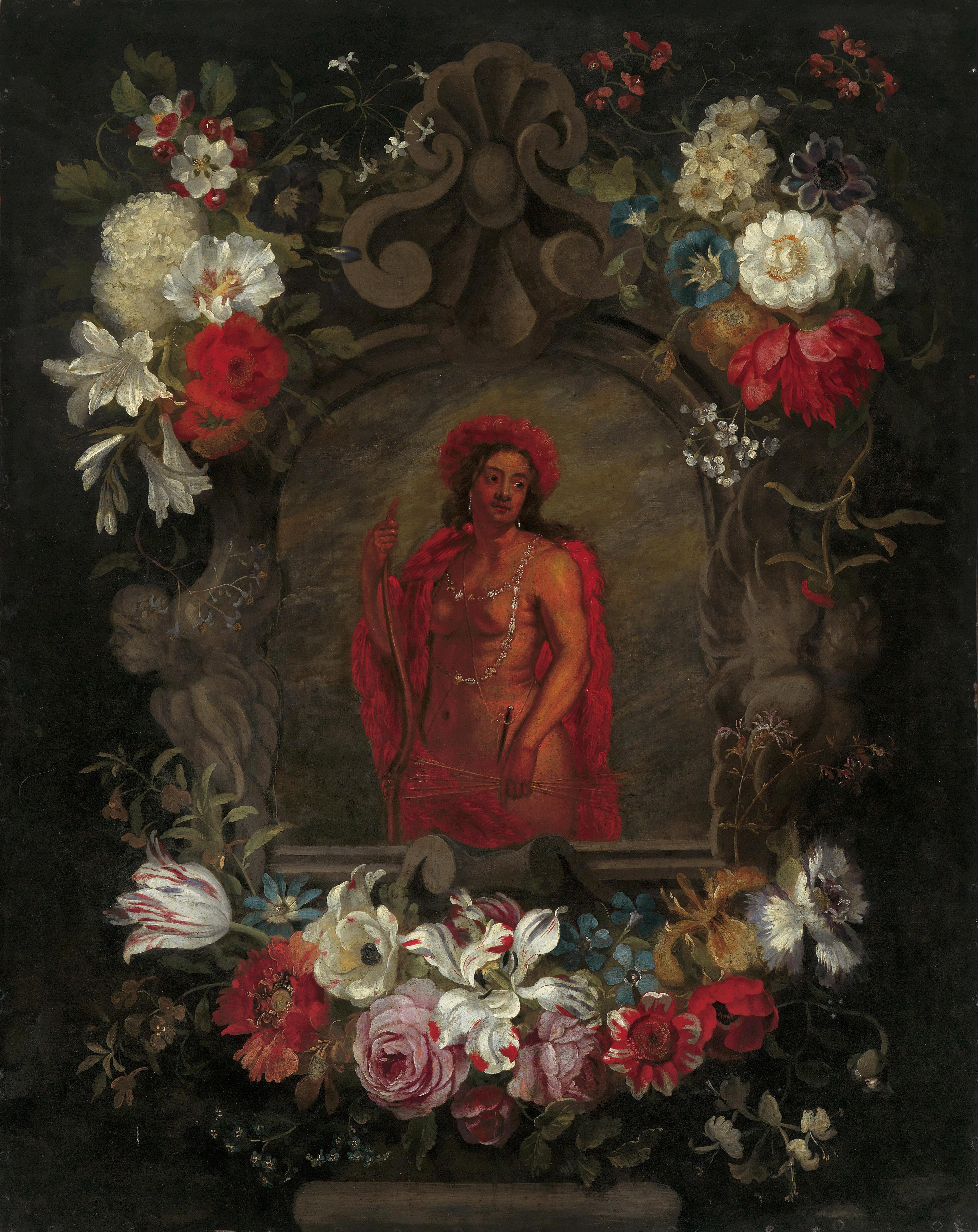
Jan Pieter Brueghel & Nachfolger von Jan Boeckhorst (?): Blumenkartusche mit Personifikation Amerikas, um 1655 (?), Öl auf Kupfer, 87,9 × 69,9 cm, Privatbesitz (?) (Das Bild trägt eine (falsche) Signatur: „J V KESSEL 1671“)
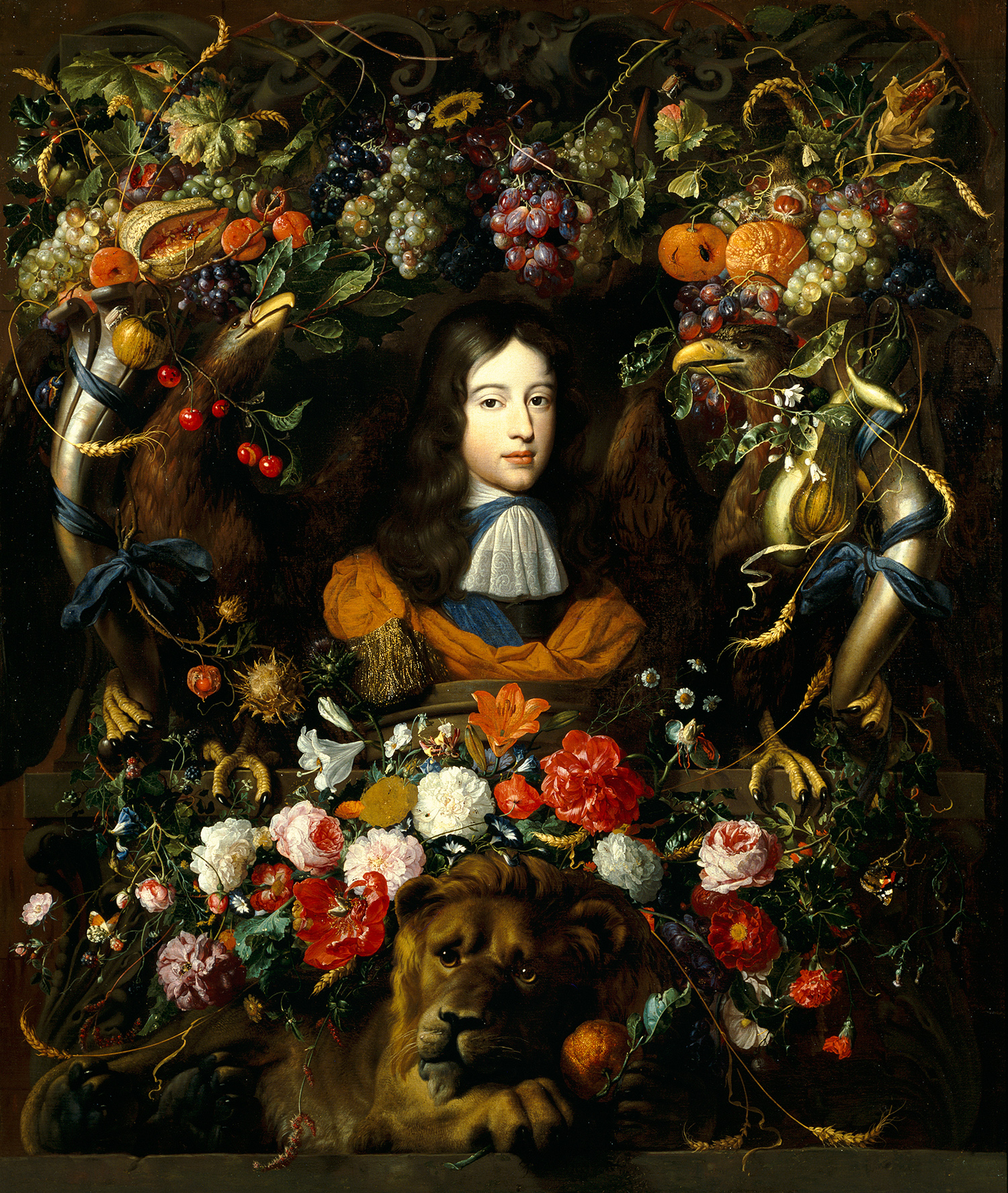
Jan Davidsz. de Heem: Blumen- und Früchte-kartusche mit dem Porträt des Prinzen Wilhelm III. von Oranien, um 1670, Öl auf Leinwand, 132 × 108 cm, Musée des Beaux-Arts, Lyon. Das Bild strotzt von symbolischen Anspielungen (siehe obigen Text).

## Künstler

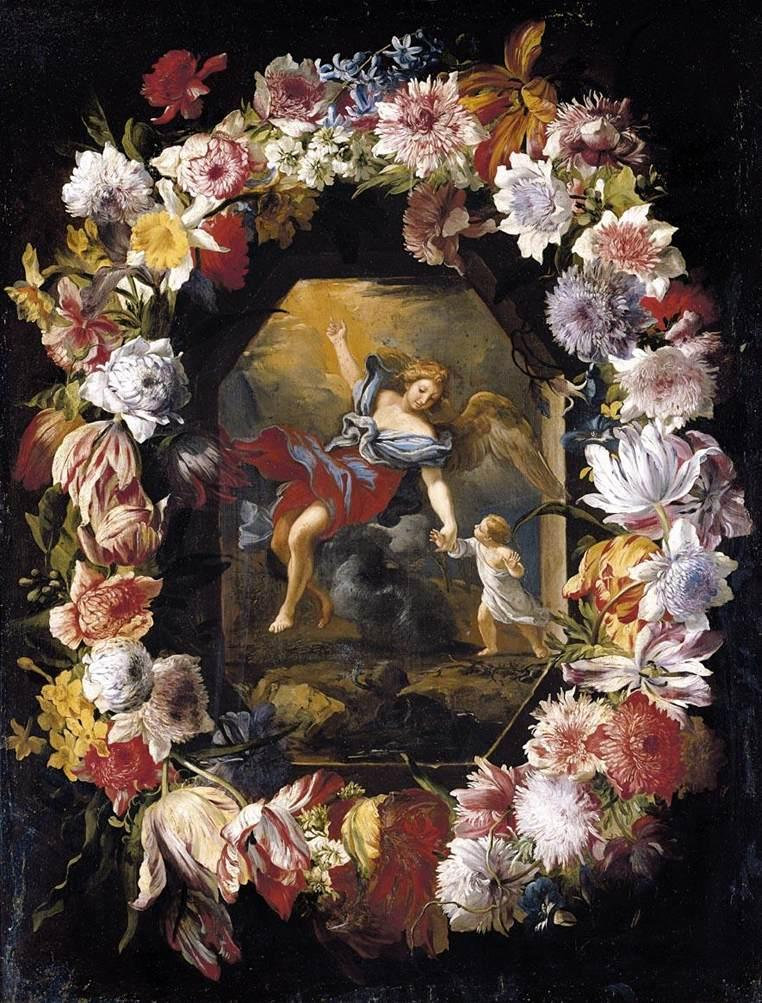
Abraham Brueghel & Guillaume Courtois: Girlande aus Anemonen, Tulpen und Narzissen mit dem Schutzengel, ca. 1660er, Öl auf Leinwand, 97 × 74 cm, Privatsammlung

Das Girlandenbild wurde von zahlreichen Künstlern, normalerweise in Zusammenarbeit, gepflegt, darunter die bedeutendsten Maler der Epoche.
Als Stilllebenmaler sind zu nennen: Jan Brueghel d. Ä., Jan Brueghel d. J., Jan Pieter Brueghel, Frans Snyders, Daniel Seghers, Jan Philips van Thielen, Jan Davidsz. de Heem, Frans Ykens, Joris van Son, Carstian Luyckx, Andries Daniels, Jan van den Hecke, Jan van Kessel d. Ä., Gaspar-Pieter Verbruggen d. Ä., Hieronymus Galle, Jan Anton van der Baren, Nicolaes van Verendael u. a.
Als Figurenmaler stechen heraus: Peter Paul Rubens, Jacob Jordaens, Giulio Cesare Procaccini, Hendrick van Balen, Domenichino, Frans Francken II, Cornelis Schut, Erasmus Quellinus II, Frans Wouters, Thomas Willeboirts Bosschaert, Joris van Son, Simon de Vos, David Teniers II, Luca Giordano, Carlo Maratta u. a.
Auch in anderen Ländern wurde die Gattung aufgegriffen, meistens in Form des klassischen Blumenkranzes, seltener als blumenverzierte Kartusche, in Italien von Mario Nuzzi (genannt Mario dei Fiori), Francesco Caldei (genannt Mantovano), Giuseppe Recco, Pier Francesco Cittadini, Nicola van Houbraken, Abraham Brueghel und Giovanna Garzoni; in Spanien von Juan van der Hamen y León, Antonio Ponce, Juan Bautista de Espinosa, Juan de Arellano und Bartolomé Pérez; in Portugal malte Josefa de Óbidos einige Heiligenbilder und Agnus Dei mit Girlanden (Abb. rechts). In Frankreich schufen Jean-Baptiste Monnoyer mit Charles de La Fosse und Jean-Baptiste Belin de Fontenay zusammen mit Antoine Coypel und Nicolas de Largillière einige Girlandenbilder. Vereinzelte Werke der Gattung finden sich noch im 18. und 19. Jahrhundert, beispielsweise ließ sich Zarin Elisabeth von Russland 1754 von Georg Caspar Prenner (1720–1766) in einem bunten Blumenkranz porträtieren (Tretjakow-Galerie, Moskau).

Girlanden aus Spanien, Italien, Portugal, Frankreich
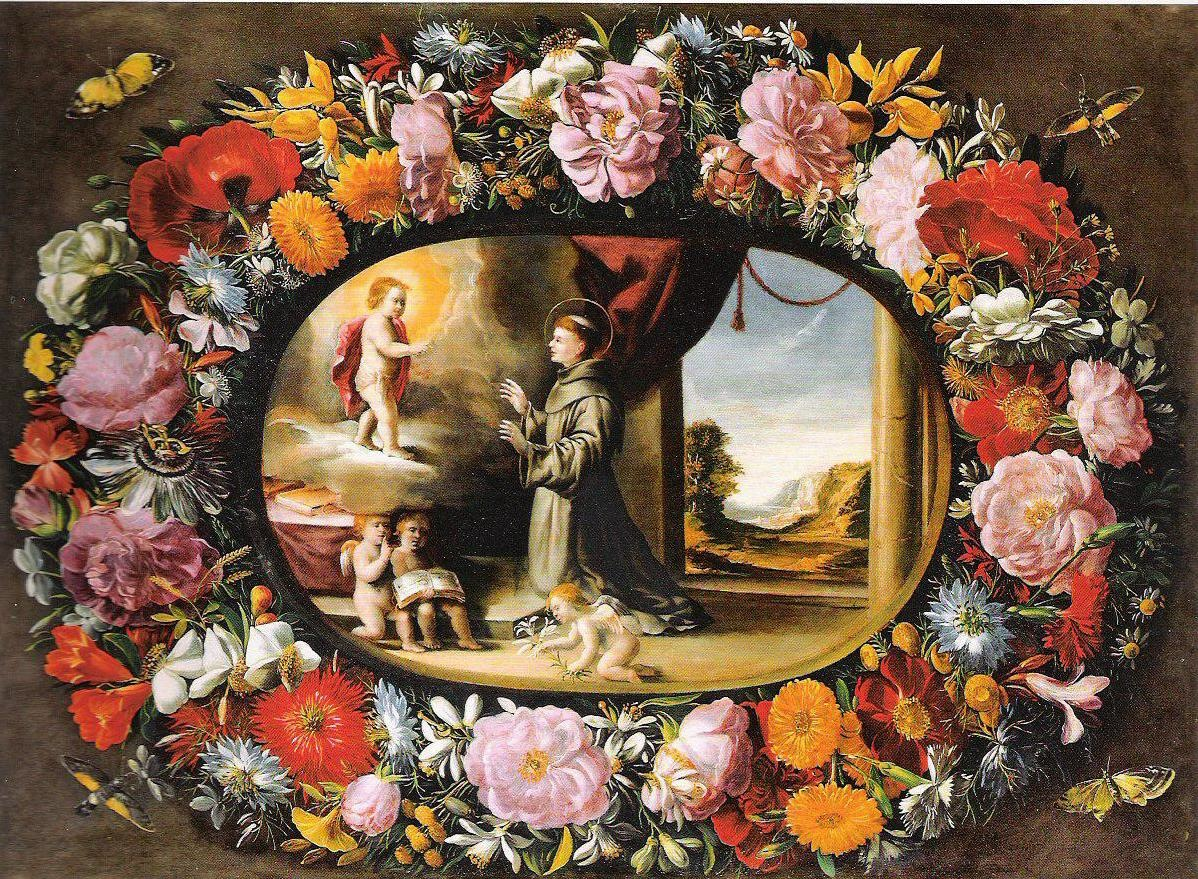
Juan van der Hamen y León: Blumengirlande mit Vision des Heiligen Antonius, ca. 1620er, Öl auf Kupfer, 45,7 × 62,2 cm, Meadows Museum (Southern Methodist University), Dallas
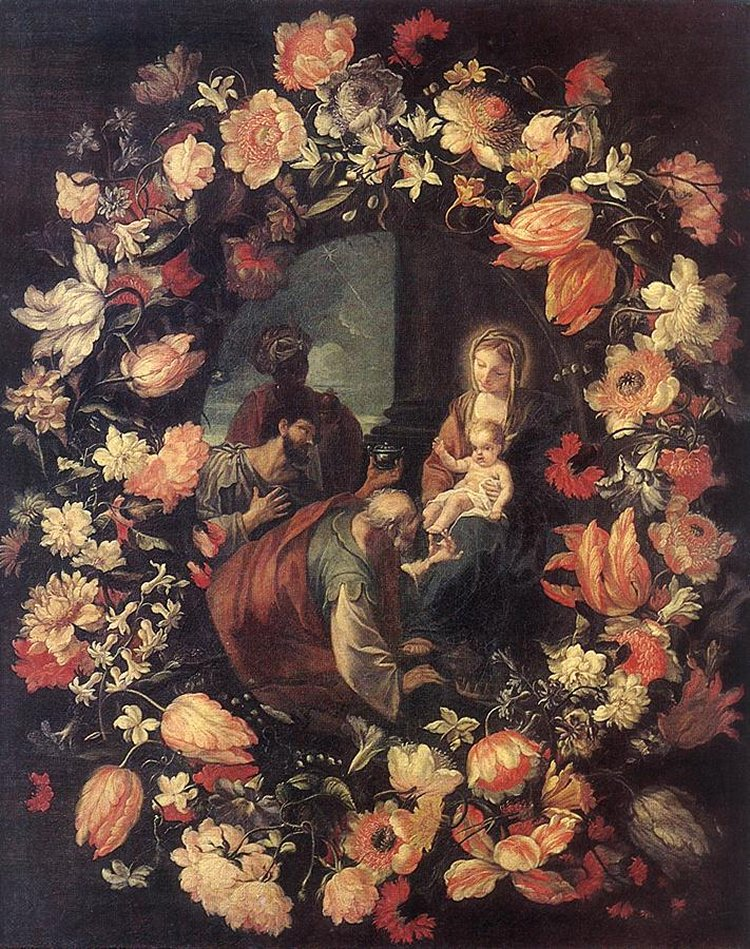
Mario Nuzzi & Carlo Maratta: Anbetung der Könige in einer Blumengirlande, 1654, Öl auf Leinwand, 75 × 61 cm, Eremitage, Sankt Petersburg
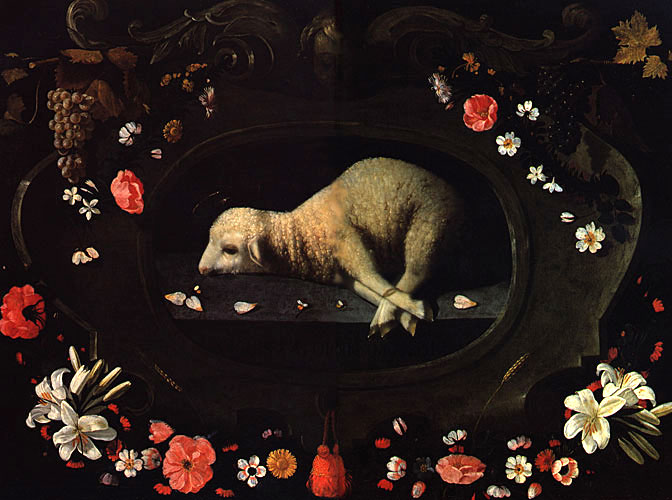
Josefa de Óbidos: Das Lamm Gottes umrahmt von Blumen, 1660–70, Öl auf Leinwand, 88 × 116 cm, Museu Regional, Évora
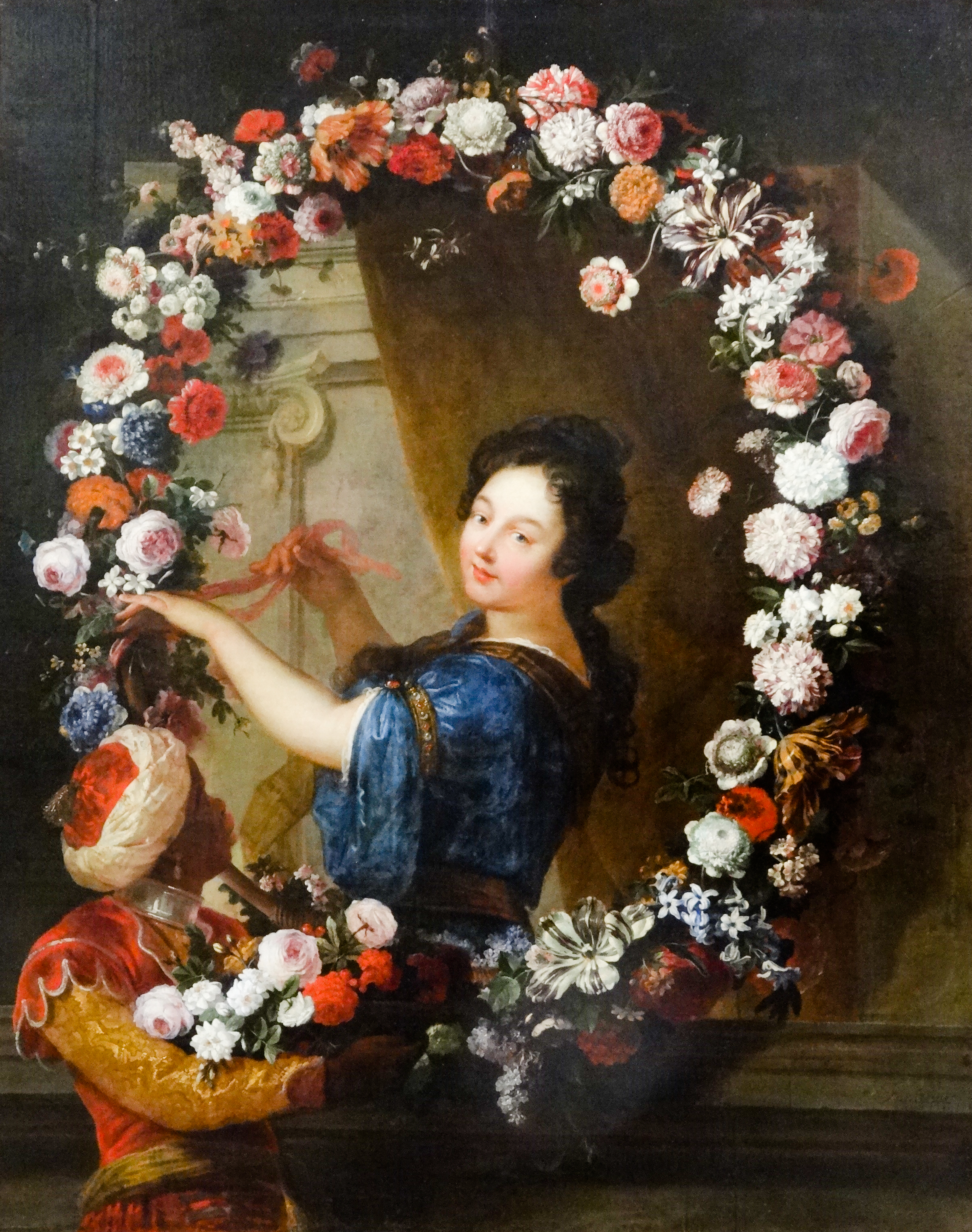
Jean-Baptiste Belin de Fontenay & Antoine Coypel: Marie-Madeleine de La Vieuville (1693-1755), Comtesse de Parabère, beim Knüpfen einer Blumengirlande, ca. 1680–90, Öl auf Leinwand, Musée des Beaux-Arts, Caen